# 197-я стрелковая дивизия (1-го формирования)
197-я стрелковая дивизия — воинское соединение РККА, принимавшее участие в Великой Отечественной войне.
Сокращённое наименование — 197 сд.

## История
Дивизия была сформирована в 1941 года в Киевском Особом военном округе.
Перед началом Великой Отечественной войны в июне 1941 года входила в 49-й стрелковый корпус Киевского Особого военного округа. Дислоцировалась в районе Киева, Борисполя. 18 июня части дивизии вышли в летние лагеря и совершали марш походным порядком в район Львова. К 22 июня дивизия находилась в 120 км от рубежа своего сосредоточения.
Вечером 22 июня дивизия перебрасывалась по железной дороге в районе Яблонув.
29.06.1941 дивизия во взаимодействии с частями 24-го мк занимает рубеж на линии Староконстантинов-Базалия с целью предупредить поворот противника на юг.
1 июля 49-й ск в движении с Волочиска в районы расположения Изяславского и Староконстантиновского УРов с заданием их занятия
2 июля в 15.00 противник овладел Збараж и г. Тарнополь. Из-за угрозы прорыва немецких войск на Проскуров, где находился командный пункт Юго-Западного фронта на пути противника выдвигался 24МК и 49СК генерал-майора И. А. Корнилова.
9 июля дивизия получила приказ штаба 6-й армии нанести удар из района Любар на север против прорвавшейся группировки противника. Также одной из целей контрудара был вывод из окружения частей 7СК попавшего между двумя прорвавшимися в Житомир и Бердичев клешнями немецких моторизованных корпусов.
11 июля 197-я стрелковая дивизия главными силами в 17 часов 30 минут выступила из района Вышенки в район Петриковцы.
К 15 июля остатки дивизии продолжали обороняться в составе 49СК между Бердичевом и Любаром. Дивизия насчитывала 1485 человек и 9 орудий.
15 июля части XXVIII танкового корпуса противника дождавшись подхода пехотных дивизий возобновили наступление на юго-восток из Бердичева на Казатин. Уже 16 июля немецкие войска захваили Казатин, а 17 июля станцию Рось в 40 км ю-в Казатина. Создалась угроза окружения отходивших 6 и 12 -й армий. Директивой Ставки ВГК № 00411 от 18 июля 1941 г было предписано поэтапно к 21 июля, начать отвод 6-й, 12-й и 18-й армий на рубеж Белая Церковь, Тетиев, Китай-Город, Гайсин. Одновременно предполагалось провести контрудар силами 27-го, 6-го и 64-го корпусов в направлении Житомир, Казатин, Тетиев во фланг 6-й немецкой армии. Также в район Умани был направлен 2-й механизированный корпус Южного фронта.
17 июля 49 ск, 140, 190, 197 сд, заняв оборонительный рубеж по линии Немиринцы, Радовка, (иск.) Писаревка, в течение ночи усиливал свои позиции.
Для уничтожения прорвавшейся группировки противника в районе Оратов, было принято решение нанести 22 июля совместный контрудар группировкой, сформированной из 6-й и 12-й армий.
20 июля 49 ск (190, 197 и 140 сд), выводимый в арм. резерв, с утра 20.7.41 — на марше в район Плисков. Корпусная артиллерия отсутствует. Дивизионная артиллерия исчисляется в 5-6 единицах в каждой дивизии, при мизерном количестве боеприпасов.
24 июля войска дивизии, преодолевая сильный пулеметный, минометный и артиллерийский огонь выдвинулся на рубеж южная окраина Стадница, Тарасовка;
25 июля войска дивизии, в составе 6-й армии, перешли в подчинение Южного фронта.
К 29 июля вражеские войска прорвавшиеся на стыке с 18-й армией вышли уже в район Антоновка (20 км южнее Умань) в то время когда части 6 и 12 армий еще совершали находясь основными силами севернее Умани. Части дивизии отступавшая с другими частями 6 и 12 армий были глубоко охвачены со всех сторон немецкими войсками, понесли большие потери и имели большой недостаток боеприпасов. Командование Южного фронта требовало чтобы направление отхода воск было юго-восточным — к реке Синюха, в то время как обстановка требовала прорыва в южном направлении по кратчайшему расстоянию к основным силам Южного фронта.
Войска продолжали отходить на рубеж разъезд Яроватка, Лещиновка, Чайковка, (иск) Христиновка, Пенежково. Боеспособные подразделения запада защищали части 12-й арии отходя в сторону Умани. 30 июля фронт 6-й армии был прорван в нескольких местах, части армии оставили Христиновку, а 31 июля Умань. Дивизия отходила севернее Умани и к исходу 31 июля отошел на промежуточный рубеж обороны: колхоз (3 км южнее Старые Бабаны), (иск) Пиковец.
2 августа части 49ГСК и 1ТГр соединились в районе Первомайска и на рубеже реки Синюха. Окружение 6 и 12-й армий было завершено. Окруженные части первоначально пытавшиеся прорваться на восток через реку Синюха и встретив здесь сильное сопротивление с 3 августа стали порываться в юго-восточном направлении в районе села Подвысокое. Скученные на небольшом, простреливаемом насквозь пространстве между селами Подвысокое, Копенковатое и лесом Зеленая Брама остатки армии пытались прорваться в направлении Терновка и на юг через реку Ятрань. В этих боях погибли остатки 197сд.
Остатки дивизии, собранные из нескольких частей, вышедших из окружения в количестве около 700 чел и 45 автомашин, 11 августа были направлены через Кременчуг в район Полтавы на переформирование.
Командир дивизии полковник Губин С. Д. убит в районе н.п. Подвысокое.
Дивизия была окончательно расформирована в сентябре 1941 г.

## Состав
- 828-й стрелковые полк
- 862-й стрелковые полк
- 889-й стрелковый полк,
- 261-й артиллерийский полк,
- 362-й гаубичный артиллерийский полк,
- 19-й отдельный истребительно-противотанковый дивизион,
- 62-й отдельный зенитный артиллерийский дивизион,
- 255-й отдельный разведывательный батальон,
- 261-й отдельный сапёрный батальон,
- 617-й отдельный батальон связи,
- 124-й медико-санитарный батальон,
- 160-й взвод дегазации,
- 17-й автотранспортный батальон,
- 309-я полевой автохлебозавод,
- 717-я  полевая почтовая станция,
- 542-я полевая касса Госбанка.

В Действующей Армии - 22.06.  - 19.09.1941 г.

## Подчинение
| Дата            | Фронт (округ)                 | Армия     | Корпус                 | Примечания |
| --------------- | ----------------------------- | --------- | ---------------------- | ---------- |
| 01.06.1941 года | Киевский Особый военный округ | -         | 49-й стрелковый корпус | -          |
| 01.07.1941 года | Юго-Западный фронт            | -         | 49-й стрелковый корпус | -          |
| 01.08.1941 года | Южный фронт                   | 6-я армия | 49-й стрелковый корпус | -          |

## Командование
Губин, Степан Дмитриевич — 14.03.1941 - 06.08.1941, полковник.